# 薩拉瑟烏鄉
47°57′N 23°49′E / 47.950°N 23.817°E
薩拉瑟烏鄉（羅馬尼亞語：Comuna Sarasău, Maramureș），是羅馬尼亞的鄉份，位於該國西北部，由馬拉穆列什縣負責管轄，面積20平方公里，海拔高度350米，2007年人口2,514，人口密度每平方公里129人。